# دوني أندرسون
دوني أندرسون (بالإنجليزية: Donny Anderson)‏ هو لاعب كرة قدم أمريكية أمريكي، ولد في 16 مايو 1943 في بورجير في الولايات المتحدة.

## وصلات خارجية
- دوني أندرسون على موقع مرجع كرة القدم المحترفة.كوم (الإنجليزية)
- دوني أندرسون على موقع كلية كرة القدم في سبورتس رفرنس.كوم (الإنجليزية)